# Nacarina titan
Nacarina titan är en insektsart som först beskrevs av Banks 1915.  Nacarina titan ingår i släktet Nacarina och familjen guldögonsländor. Inga underarter finns listade i Catalogue of Life.